# Kipfenberg (Bawaria)
Kipfenberg – gmina targowa w Niemczech, w kraju związkowym Bawaria, w rejencji Górna Bawaria, w regionie Ingolstadt, w powiecie Eichstätt. Leży na terenie Parku Natury Altmühltal, w Jurze Frankońskiej, około 15 km na północny wschód od Eichstätt, nad rzeką Altmühl, przy autostradzie A9.

## Dzielnice
| Dzielnica     | Liczba mieszkańców |
| Kipfenberg    | 1709               |
| Arnsberg      | 325                |
| Attenzell     | 241                |
| Biberg        | 348                |
| Böhming       | 599                |
| Buch          | 174                |
| Dunsdorf      | 188                |
| Grösdorf      | 356                |
| Hirnstetten   | 179                |
| Irlahüll      | 250                |
| Kemathen      | 036                |
| Krut          | 065                |
| Oberemmendorf | 110                |
| Pfahldorf     | 431                |
| Schambach     | 060                |
| Schelldorf    | 564                |

## Demografia
Dane o ludności z 31 grudnia 2008:
| Opis                                | Ogółem | Ogółem | Kobiety | Kobiety | Mężczyźni | Mężczyźni |
| ----------------------------------- | ------ | ------ | ------- | ------- | --------- | --------- |
| Jednostka                           | osób   | %      | osób    | %       | osób      | %         |
| Populacja                           | 5655   | 100    | 2818    | 49,83   | 2837      | 50,17     |
| Wiek przedprodukcyjny (0–17 lat)    | 1125   | 19,89  | 551     | 9,74    | 574       | 10,15     |
| Wiek produkcyjny (18–65 lat)        | 3613   | 63,89  | 1747    | 30,89   | 1866      | 33        |
| Wiek poprodukcyjny (powyżej 65 lat) | 917    | 16,22  | 520     | 9,2     | 397       | 7,02      |

## Polityka
Wójtem gminy jest Rainer Richter z SPD, rada gminy składa się z 20 osób.
|      | CSU | SPD | FW | Razem |
| 2008 | 9   | 6   | 5  | 20    |
| 2002 | 10  | 6   | 4  | 20    |